# Faraos Hustru
Faraos Hustru er en tysk stumfilm fra 1922 af Ernst Lubitsch.

## Medvirkende
- Emil Jannings as Pharaoh Amenes
- Paul Biensfeldt as Menon
- Friedrich Kühne
- Albert Bassermann
- Harry Liedtke som Ramphis
- Paul Wegener som Samlak
- Lyda Salmonova som Makeda
- Dagny Servaes som Theonis